# Ковалевка (Николаевский район)
Ковалёвка (укр. Ковалівка) — село в Николаевском районе Николаевской области Украины.
Основано в 1791 году. Население по переписи 2001 года составляло 2031 человек. Почтовый индекс — 57103. Телефонный код — 512.

## Местный совет
57102, Николаевская обл., Николаевский р-н, с. Ковалёвка, ул. Первомайская, 9; тел. 38-96-32

## Известные уроженцы
- Грицюк, Сергей Анатольевич (1963—1993) — майор ВВ МВД СССР, Герой Российской Федерации.
- Полевой, Фёдор Харитонович (1899—1946) — советский военачальник, полковник.
- Рехтер, Зеэв (1899—1960) — один из ведущих израильских архитекторов середины XX века
- Серов, Александр Николаевич (род. 1951) — певец, народный артист РФ